# Alberto Bilotti
Alberto Bilotti (Bahía Blanca, Argentina, 3 de enero de 1925-28 de marzo de 2012) fue un ingeniero mecánico-electricista graduado en la Universidad Nacional de La Plata. Se dedicó a la investigación y desarrollo de semiconductores, dispositivos de estado sólido y circuitos integrados, realizando sus tareas en Argentina, Francia y Estados Unidos.

## Distinciones y membresías
Alberto Bilotti fue nombrado Miembro de la Academia Nacional de Ciencias Exactas, Físicas y Naturales (1976) y Life Senior Member de la IEEE (1991). Recibió el premio Konex en el año 1983, en la categoría "Ingeniería Electrónica y de Comunicaciones y Computación".
Además, formó parte de la Asociación Argentina de Electrotécnicos y la Sociedad Científica Argentina.

## Actividad profesional
Tras graduarse de la Universidad Nacional de La Plata en el año 1948, trabajó para Philips Argentina desde 1952 hasta 1958, año en el cual se involucró en la investigación de la naciente área de dispositivos de estado sólido en el LEP (Laboratoires d'électronique et de physique appliquée), en Francia.
En el período 1961 a 1965 fue empleado por IBM Francia para trabajar en el área de memorias de película delgada y lógica paramétrica.
Se unió a Sprague Electric Company en el año 1966, para trabajar en el diseño de circuitos integrados, tecnología de reciente invención.
En el año 1968, retornó a la Argentina y asumió el rol de profesor en el Departamento de Electrónica de la Facultad de Ingeniería de la Universidad de Buenos Aires.
Posteriormente, en 1969, se unió a FATE Argentina como Jefe de Laboratorio de Desarrollo e Investigación en la División Electrónica, en donde participó en el desarrollo de las calculadoras electrónicas CIFRA, llegando FATE a ser líder de fabricación de este producto en Latinoamérica, y ubicarse entre los primeros diez a nivel mundial.
En el año 1985 se retiró de FATE y continuó trabajando como consultor bajo la sociedad Electrónica Bilotti. Es en este formato en que se vinculó con Allegro Microsystems, una subsidiaria de su antiguo empleador Sprague Electric Company. Es a partir de este vínculo que Allegro Microsystems estableció un centro de desarrollo en Argentina, a comienzos de la década del 2000.
Bilotti es autor de varias patentes en el área de microelectrónica y circuitos integrados, así como de publicaciones en las principales revistas del área.